# پاتریک وینسک
پاتریک وینسک (آلمانی: Patrick Wiencek؛ زادهٔ ۲۲ مارس ۱۹۸۹) بازیکن هندبال اهل آلمان است.
از باشگاه‌هایی که در آن بازی کرده‌است می‌توان به اشاره کرد.